# مونیکا راژگوا
مونیکا راژگوا (بلغاری: Моника Миленова Ръжгева؛ زادهٔ ۲۱ نوامبر ۱۹۹۲) بازیکن فوتبال اهل بلغارستان است.
وی همچنین در تیم‌های ملی فوتبال Bulgaria women's national football team، و Bulgaria women's national football team، و Bulgaria women's national football team، بازی کرده‌است.